# Audoleão

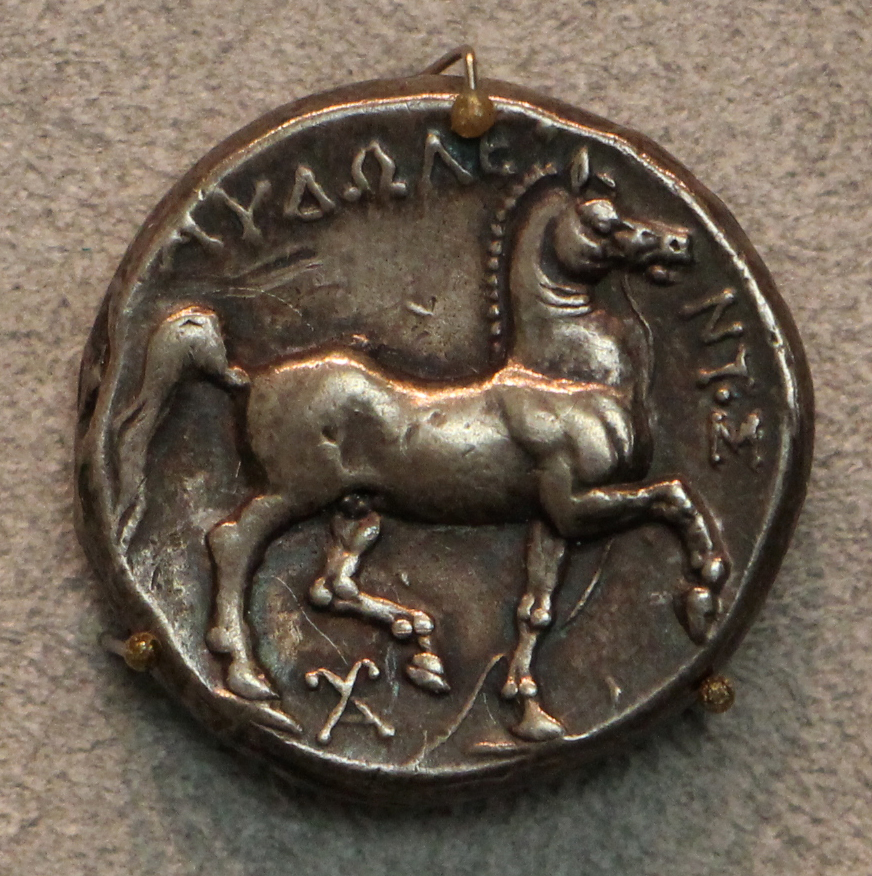
Dracma de Audoleão

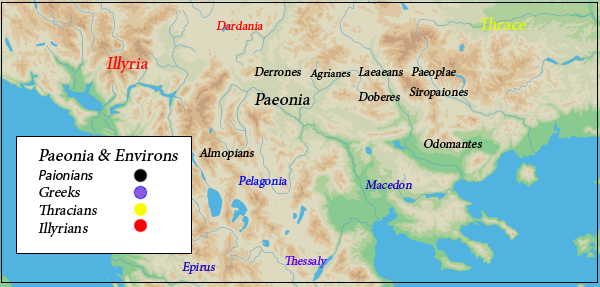
Peônia, tribos e arredores

Audoleão (em grego: Αὐδολέων ou Αὐδωλέων; gen:. Αὐδολέοντος / Αὐδωλέωντος; 315-285 a.C.) foi um antigo  rei da Peônia, filho de Patrau ou Ágis. Ele era o pai de Ariston e de uma filha que se casou com Pirro de Epiro. Em uma guerra com a tribo ilíria dos autariatas, ele foi reduzido a grandes dificuldades, mas foi socorrido por Cassandro. 